# 星野克美
星野 克美（ほしの かつみ、1940年3月15日 - ）は、多摩大学名誉教授。

## 経歴
- 愛知県名古屋市生まれ。名古屋大学経済学部卒業後、1964年に日本長期信用銀行へ入行。日本経済研究センターで勉強ののち。1978年11月に筑波大学社会工学系専任講師（後に助教授）、1989年4月に多摩大学経営情報学部・大学院経営情報学研究科教授。2010年4月より現職。
- 数多くの企業の社外重役・顧問・コンサルタントを務める。
- 専攻は未来予知科学、ITビジネス戦略、ITビジネスモデル企画認知科学、デジタルコンテンツ企画認知科学、記号論マーケティング、未来文明論。
- アジア諸国への先端技術移転や原子力発電技術者の転職等業務とする「株式会社アジア技術移転機構」の取締役、一般社団法人日本技術者連盟会長を兼務。株式会社サイバープロ監査役。

## 関連人物
- 日下公人（同じく日銀出身の多摩大学名誉教授）
- 井戸田勲（株式会社アジア技術移転機構 代表取締役、一般社団法人日本技術者連盟 理事、株式会社サイバープロ 代表取締役）

| スタブアイコン | サブスタブ | この項目は、まだ閲覧者の調べものの参照としては役立たない、人物に関連した書きかけの項目です。この項目を加筆・訂正などしてくださる協力者を求めています（P:人物伝/PJ:人物伝）。 |